# Ceramornis
Ceramornis major — вид доісторичних птахів, що існував у кінці крейдяного періоду (66 млн років тому). Його скам'янілі залишки були знайдені у формації Ленс у штаті Вайомінг (США) у 1958 році співробітниками Каліфорнійського університету (голотип UCMP V53957).
Вважається, що це були водоплавні птахи схожі або й пов'язані родинними зв'язками з сучасними сивкоподібними (Charadriiformes).